# Magleby Kirke (Vordingborg Kommune)
 For alternative betydninger, se Magleby Kirke. (Se også artikler, som begynder med Magleby Kirke)
Magleby Kirke er en kirke i Magleby i Magleby Sogn på Østmøn.

## Bygningshistorie
Magleby Kirke er en romansk munkestensbygning. De ældste dele skib og tårn er fra omkring år 1200-1250.
Man kan se, at den har haft høje vinduer på syd- og nordsiden og to rundbuede døre: kvindeindgangen i nord, mandsindgangen i syd.
Skibet havde oprindelig bjælkeloft, og væggene var dekorerede med et fortløbende ornament, som kan ses over hvælvingerne.
I 1400-tallet og 1500-tallet blev kirken omdannet til gotisk stil. De to sengotiske tilbygninger, sakristi og våbenhus, blev færdigbygget i 1400-tallet. I 1500-tallet ændredes koret, der oprindelig havde apsis, til et tofagslanghuskor.
Tvillingetårnet er lidt yngre end skibet. Det er i dag under ét tag.
Ved salget af det mønske krongods i 1777 blev kirken solgt til Klintholm Gods, der blev kirketiendeejer. I 1910 overgik kirken til selveje.

## Kirken i dag
Altertavlen i højrenæssancestil er fra 1598. Den er antagelig skåret af Abel Schrøder den Ældre i Næstved. Storstykket er seksdelt og flankeret af joniske søjler. I det tredelte topstykke er Christian 4.s rigsvåben og valgsprog: "Pietas Regna Firmat".
En kalk af københavnsk prøvesølv er fra 1861, mens disken er fra 1850. En sygekalk og oblatæske er fra 1736, og vinkanden er fra 1824.
Alterstagerne er af malm, fodskålen hviler på løvefigurer. De er antagelig fra slutningen af 1500-tallet.
Kristusfiguren på krucifikset menes at stamme fra 1400-tallets Rhinområde. Krucifikset er skænket af godsejer S.B. Scavenius i 1954 i forbindelse med en datters død.
En gotisk tikantet døbefont er af gotlandsk kalksten, mens dåbsfadet af messing er fra Sydtyskland fra omkr. 1550-1575. Motivet er Mariæ Bebudelse.
Prædikestolen i egetræ og stoleværket er fra 1859.
Kirkeskibet Elna af Kalvehave er skænket af en familie i sognet i 1944.
Mønske Våbenbrødre satte mindetavlen over faldne ved Dybbøl under krigen i 1864. I det nuværende våbenhus mod vest er opsat en mindetavle over sognepræst Hans Coster (1740-1786). Han var præst i Magleby 1785-1786.
Kirken har to klokker – en lille fra omkring 1300, som er indskriftløs - og en stor fra 1632. Den sidste er lavet af Felix Fuchs og bærer indskriften: "Felix Fuch hat mich gossen, aus dem Feuer bin ich geflossen".